# Олаф I (король Данії)
Олаф I Голод (1050 — 18 серпня 1095) — король Данії у 1086–1095 роках. Був одружений з дочкою Гаральда III (норвезького короля) та Єлизавети Ярославни — Інґіґердою, що значно скріпило норвезько-данський союз.

## Життєпис
Походив з династії Естрідсенів. Син Свена II, короля Данії, та наложниці. У 1080 році отримав титул ярла Ютландії. Згодом розпочав повстання проти свого брата короля Кнуда IV, втім зазнав поразки. Олаф втік з країни, а згодом опинився у заручниках у Роберта I, графа Фландрського.
Після загибелі Кнуда IV у 1086 році став новим королем Данії (його було обрано на тінзі у м. Віборг). Для цього Олафа обміняли: замість нього до Фландрії відправили іншого брата Нільса.
Його правління відзначилося посиленням податкового тиску, здирництвом. Декілька років поспіль був неврожай, що викликало голод (звідси прізвисько Олафа). Все це спричинило селянські заворушення, що переросли у повстання.
Водночас король послабив вплив церкви на користь магнатів. Разом з тим країною ширилися чутки про дива на могилі вбитого Кнуда IV. Проти Олафа I виступив Рим за його підтримку антипапи Клемента III. Все це послабило владу Олафа. Тоді проти нього виступили брати Ерік та Нільс. У розпал цих подій Олаф I загадково помер 18 серпня 1095 року.
За деякими припущеннями, він покінчив життя самогубством або його принесли в жертву для спокути гріхів Данії. Він залишається єдиним монархом Данії, місце поховання якого невідоме. Існує припущення, що його тіло було розділене на частини і розвезене по різних частинах країни.